# Airlink (Österreich)
Die AIRLINK Luftverkehrs GmbH ist eine österreichische, auf Bedarfsflug spezialisierte Fluggesellschaft der Allgemeinen Luftfahrt mit Sitz in Salzburg und Basis auf dem Flughafen Salzburg. Das Unternehmen bietet neben Bedarfsflügen auch Dienstleistungen für Firmen- und Privatflugzeuge wie Aircraft Management, Aircraft Sharing & Consulting auch Flugzeugvermietung und Rundflüge an. Zusätzlich ist Airlink seit vielen Jahren eine zertifizierte Flugschule, die die volle Bandbreite der Pilotenausbildung von der PPL bis zur Verkehrspilotenlizenz anbietet.

## Flotte
Mit Stand Juli 2022 besteht die Flotte der AIRLINK aus 13 Flugzeugen:
| Flugzeugtyp               | Anzahl | Registrierung         | Passagier-Sitze |
| ------------------------- | ------ | --------------------- | --------------- |
| Geschäftsreiseflugzeuge   |        |                       |                 |
| Cessna Citation CJ1       | 01     | OE-FVJ                | 5               |
| Cessna Citation CJ3       | 01     | OE-GIE                | 6+1             |
| Cessna Citation Bravo     | 01     | OE-GAL                | 7+1             |
| Turboprop Flugzeuge       |        |                       |                 |
| Beechcraft King Air 350i  | 01     | OE-GFM                | 9               |
| Beechcraft King Air C90A  | 01     | OE-FHL                | 6-8             |
| Pilatus PC-12             | 01     | OE-EGO                | 6-8             |
| Flugzeuge mit Kolbenmotor |        |                       |                 |
| Cessna 152 & F152         | 02     | OE-CNC, OE-CRS (F152) | 1               |
| Cessna 172 SP             | 01     | OE-KAL                | 3               |
| Piper Turbo Arrow IV      | 01     | OE-KFT                | 3               |
| Cirrus SR22-G5            | 02     | OE-KMR, OE-DES        | 3               |
| Piper Seneca II           | 01     | OE-FSM                | 4               |
| Gesamt                    | 13     |                       |                 |

## Ehemalige Flugzeugtypen
- Cessna CitationJet

## Zwischenfälle
- Am 12. Mai 1996 stürzte eine Beechcraft 300LW Super King Air der Airlink (Luftfahrzeugkennzeichen OE-FEM) auf dem Weg von Salzburg nach Krems an der Donau ca. 50 Kilometer östlich von Linz, südlich des Pelletriedl ab. Alle vier Insassen starben.[3][4]